# Hypernatremi

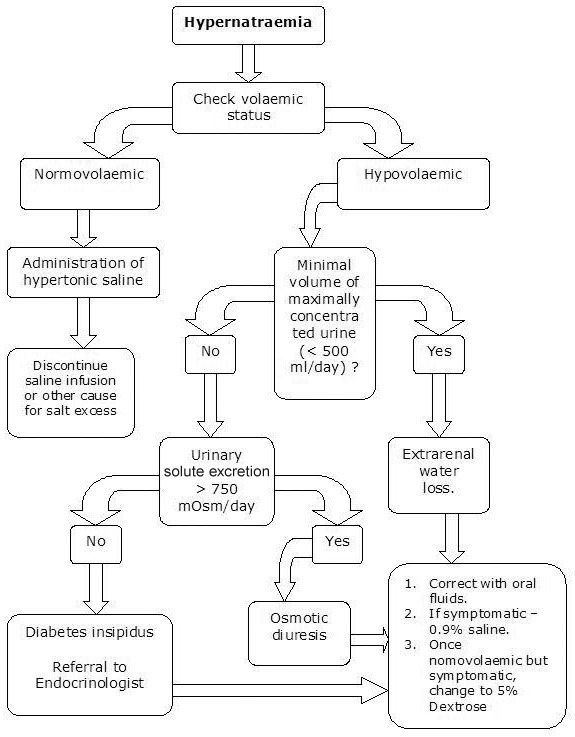
Hantering av hypernatremi.

Hypernatremi är en elektrolytrubbing där det finns ett förhöjd natriumhalt i blodet, till följd av en förlust av vatten i blodet. Vatten kommer då att dras ifrån intracellulärummet och ut i extracellulärrummet till följd av den ökade mängden natrium. Bara en mindre ökning i natriumkoncentrationen kommer att ge upphov till en stark känsla av törst.